# Моран (Жер)
Мора́н (фр. Maurens) — коммуна во Франции, находится в регионе Юг — Пиренеи. Департамент — Жер. Входит в состав кантона Жимонт. Округ коммуны — Ош.
Код INSEE коммуны — 32247.

## География

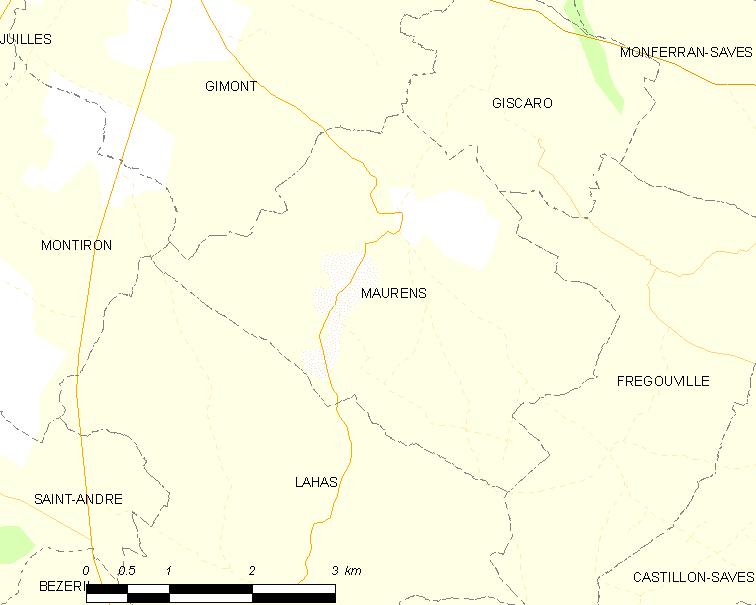
Карта коммуны

Коммуна расположена приблизительно в 600 км к югу от Парижа, в 45 км западнее Тулузы, в 28 км к востоку от Оша.

## Климат
Климат умеренно-океанический. Лето жаркое и немного дождливое, температура часто превышает 35 °С. Зимой часто бывает отрицательная температура и ночные заморозки. Годовое количество осадков — 700—900 мм.

## Население
Население коммуны на 2010 год составляло 301 человек.
| 1962 | 1968 | 1975 | 1982 | 1990 | 1999 | 2010 |
| ---- | ---- | ---- | ---- | ---- | ---- | ---- |
| 243  | 212  | 221  | 200  | 177  | 208  | 301  |

## Администрация
| Период | Период | Фамилия        | Партия | Примечания |
| ------ | ------ | -------------- | ------ | ---------- |
| 1959   | 1983   | Марсель Бюскер |        |            |
| 1983   | 1989   | Реймон Дари    |        |            |
| 1989   | 1995   | Пьер Шеро      |        |            |
| 1995   | 2014   | Жерар Ари      |        |            |
| 2014   | 2020   | Жан-Люк Боа    |        |            |

## Экономика
В 2010 году среди 186 человек трудоспособного возраста (15-64 лет) 149 были экономически активными, 37 — неактивными (показатель активности — 80,1 %, в 1999 году было 72,4 %). Из 149 активных жителей работали 144 человека (75 мужчин и 69 женщин), безработных было 5 (1 мужчина и 4 женщины). Среди 37 неактивных 15 человек были учениками или студентами, 15 — пенсионерами, 7 были неактивными по другим причинам.